# El arte de navegar en la España del Renacimiento
El arte de navegar en la España del Renacimiento es un libro del historiador de la ciencia José María López Piñero, publicado en 1979 por Editorial Labor. La obra examina el desarrollo de las técnicas y conocimientos náuticos en España durante los siglos XV y XVI, destacando su papel fundamental en la Era de los Descubrimientos.

## Contexto y relación con obras anteriores
Este trabajo se inscribe en la tradición historiográfica que, como el libro de Julio Rey Pastor La ciencia y la técnica en el descubrimiento de América (1951), analiza los avances científicos y tecnológicos que posibilitaron la expansión ultramarina española. Sin embargo, mientras Rey Pastor aborda el tema desde una perspectiva más general, López Piñero se centra específicamente en la náutica, integrando su estudio en un marco social e institucional más amplio.

## Contenido y estructura
El libro está organizado en ocho capítulos, además de una introducción, que abarcan desde los fundamentos astronómicos y geográficos hasta la ingeniería naval y la vida a bordo de las embarcaciones:
1. Introducción (p. 13)
  - Plantea el enfoque del libro: la interacción entre ciencia, técnica y sociedad en el desarrollo de la navegación.
2. Fundamentos científicos: La astronomía (p. 27)
  - Examina el papel de la astronomía en la navegación, incluyendo las Tablas alfonsinas y su influencia en los cálculos náuticos.
3. Fundamentos científicos: La geografía (p. 67)
  - Analiza la evolución de la geografía matemática y su aplicación en la cartografía, destacando figuras como Ptolomeo y su impacto en el Renacimiento.
4. La brújula, la latitud, los relojes y la organización social de la navegación (p. 117)
  - Describe los instrumentos esenciales para la orientación marítima y cómo su uso se institucionalizó en la España del siglo XVI.
5. Los primeros tratados de náutica y los instrumentos de medición (p. 153)
  - Estudia obras como las de Martín Cortés de Albacar y el uso de astrolabios, ballestillas y cuadrantes.
6. Problemas técnicos: declinación magnética y determinación de longitudes (p. 185)
  - Aborda los desafíos científicos de la época, como los errores en la brújula y la dificultad de medir la longitud en alta mar.
7. La cartografía marítima y el Padrón Real (p. 201)
  - Explora la evolución de los mapas, desde los portulanos medievales hasta las cartas esféricas, y el sistema de registro oficial de los descubrimientos.
8. Ingeniería naval y vida a bordo (p. 217)
  - Detalla la construcción de barcos, los oficios marítimos y las condiciones de vida de los navegantes.
9. El arte de navegar y la idea de progreso en España (p. 253)
  - Concluye reflexionando sobre cómo estos avances contribuyeron al desarrollo científico y cultural de España.

## Aportaciones y legado
López Piñero aplica un enfoque de "historia total", integrando aspectos científicos, técnicos y sociales, en línea con la escuela de Pierre Vilar. A diferencia de obras anteriores, como la de Rey Pastor, que se centraban en grandes figuras, este libro presta atención a las "generaciones intermedias" de técnicos y marinos que hicieron posible la navegación oceánica. Además, el libro incluye 283 ilustraciones de instrumentos náuticos, mapas y embarcaciones, lo que lo convierte en una referencia visual esencial para el tema.
Hoy, El arte de navegar en la España del Renacimiento sigue siendo una obra de referencia para entender cómo los avances técnicos y científicos permitieron la expansión marítima española, complementando estudios previos como el de Rey Pastor y sentando las bases para futuras investigaciones en historia de la ciencia. La obra fue presentada en Madrid en 1979 con intervenciones de destacados historiadores como José Antonio Maravall y José Gella Iturriaga, quienes resaltaron su contribución al estudio de la ciencia española.